# Deutscher Polo Verband

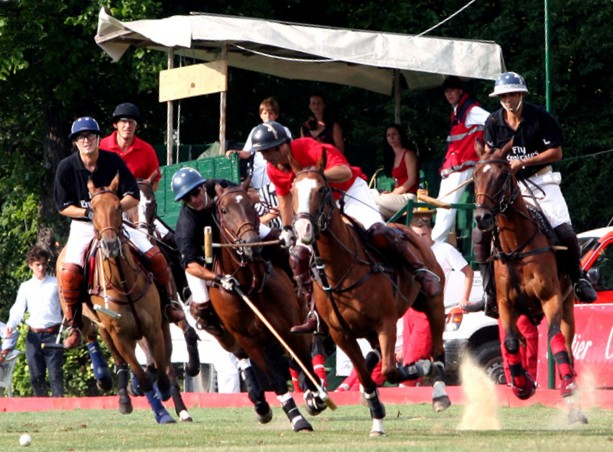
Polosport

Der Deutsche Polo Verband e.V. (DPV) ist ein Dachverband zur Förderung des Polosports. Er wurde 1972 anlässlich der Olympischen Spiele in München gegründet und ist Mitglied der Hurlingham Polo Association und der Federation of International Polo. Im Jahr 2016 gehörten ihm 35 Poloclubs mit rund 440 Aktiven und 150 Gastspieler an.

## Verein
Zu den Aufgaben des DPV zählen die Förderung des Polosports im Allgemeinen sowie die Anerkennung und Verbreitung auf Basis des Regelwerks. Ferner vertritt der Verband die Interessen seiner Mitglieder und überwacht die Durchführung des Sports nach den geltenden Regeln des DPV und regelt alle Bereiche nationaler und internationaler Spielbegegnungen. 
In Deutschland wurden in Berlin auf dem historischen Maifeld 1989 die zweite Poloweltmeisterschaft ausgetragen. Die Polo-Europameisterschaft wurde bereits zweimal in Deutschland durchgeführt. Im Jahr 2008 war Aspern/Hamburg der Austragungsort für die die siebte Polo-Europameisterschaft. 2016 hat der DPV die 11. Polo-Europameisterschaft durchgeführt. Die Austragungsorte waren Potsdam und das historische Maifeld in Berlin.
Verbandssitz und Geschäftsstelle des Deutschen Polo Verbandes befinden sich in München. Jede der insgesamt vier Regionen (Nord, Ost, West, Süd) verfügt über einen Regionalleiter, der erster Ansprechpartner für die DPV-Mitglieder und -Clubs ist.

## Personelles
Das Präsidium des DPV setzt sich aus dem Präsidenten sowie dem 1. und 2. Vizepräsidenten zusammen. Amtierender Präsident ist Oliver Winter, Vizepräsidenten sind Steffi von Pock und Wolfgang Gabrin.

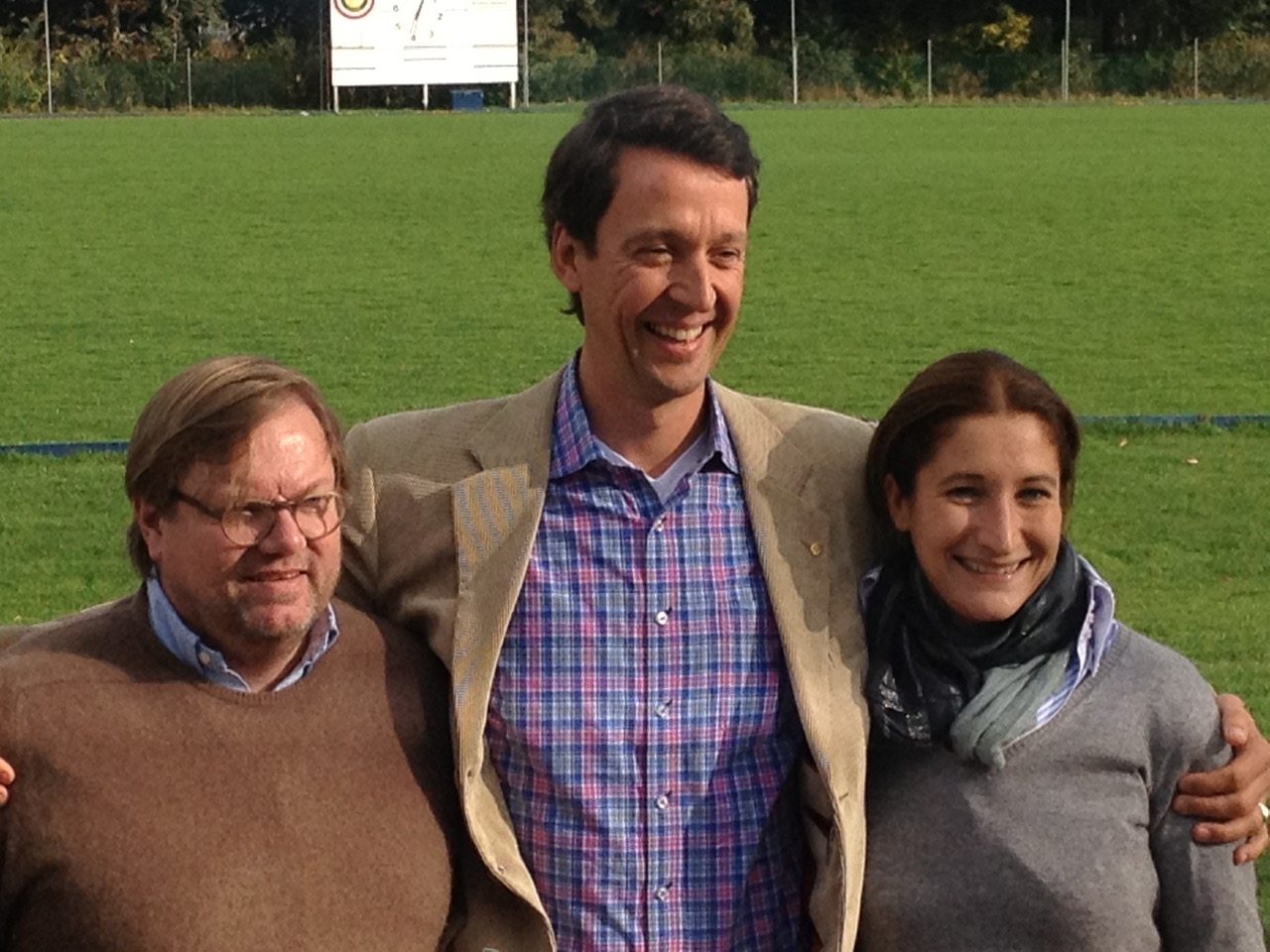
Präsidium des DPV (November 2012): Dirk Baumgärtner, Oliver Winter, Steffi von Pock (v. l. n. r.)

Die Stewardordnung ist die Sportkommission des DPV. Zurzeit gehören ihr 20 reguläre und zwei zusätzlich berufene Stewards an. Sie verfügen über besonderes Wissen hinsichtlich des Regelwerks. Ferner gibt es ein Turnierstatut, eine Handicapordnung sowie eine Sport- und Disziplinarordnung.